# Tjitte de Jong
Mr. Tjitte de Jong (Scharnegoutum, 8 juni 1889 - Ermelo, 29 mei 1972) was een Nederlands advocaat, rechter en wethouder van Groningen.

## Biografie
De Jong was een zoon van Tjalke de Jong en Fettje de Vries. Hij trouwde in 1916 met Catharina Hendrika Buré (1890-1919) en in 1922 met Theradina Elizabeth Terpstra (1891-1986), dochter van bankier en medeoprichter in 1883 van de Groningse steenhouwersfirma Switters en Terpstra, Johs. Terpstra (1857-1945). Uit zijn eerste huwelijk had hij twee zonen, onder wie rechter mr. Tjalke de Jong (1917-1997). Een zus van zijn eerste vrouw, Neeltje Margaretha Buré (1887-1972) was in 1909 getrouwd met zijn broer dr. Jan de Jong (1881-1959).
De Jong promoveerde in 1914 aan de Vrije Universiteit Amsterdam op Eenige opmerkingen over de rechtsleer der monarchomachen. Daarna was hij vanaf 1916 advocaat te Groningen bij het kantoor Koppen, De Jong & Breukelaar. Hij trad toen onder andere in 1918 op in de zaak aangespannen tegen de schrijver Piet Keuning (1882-1962) vanwege diens boek Kinderen in verstand en in boosheid. De Jong trad ook op als advocaat van Keunings broer Willem de Mérode, W.E. Keuning (1887-1939), in diens ontuchtzaak waarover op 17 april 1924 uitspraak werd gedaan.
In 1927 werd De Jong gekozen in de gemeenteraad van Groningen en onmiddellijk benoemd tot wethouder voor Financiën en stadsbezittingen wat hij tot 1931 zou blijven. In dat laatste jaar werd hij benoemd tot kantonrechter te Rotterdam wat hij bleef tot 1939, en van 1935 tot 1939 was hij gemeenteraadslid van Rotterdam; van 1934 tot 1939 was hij tevens kantonrechter te Gouda. Daarna werd hij in 1939 (tot 1946) directeur van de Groningse Hypotheekbank (waar zijn schoonvader Terpstra commissaris van was). Vervolgens werd hij raadsheer bij het bijzonder gerechtshof en kantonrechter te Leeuwarden, vanaf 1949 (tot 1959) raadsheer bij het gerechtshof te Amsterdam. Hij was ridder in de Orde van de Nederlandse Leeuw.
Zijn schoonvader Johs. Terpstra publiceerde in 1941 een genealogie van zijn familie: Het nageslacht van Johannes Wijtzes Terpstra en Taetske Pieters Bakker in een beperkte, genummerde oplage van 150 exemplaren; hij wordt er zelf in vermeld.